# Linnaemya rufiventris
Linnaemya rufiventris là một loài ruồi trong họ Tachinidae.